# Rodney Harrison
(en) Statistiques sur pro-football-reference
Rodney Scott Harrison, né le 15 décembre 1972 à Markham (Illinois), est un joueur américain de football américain qui évoluait au poste de safety.

## Biographie

### Carrière universitaire
Il a effectué sa carrière universitaire aux Leathernecks de Western Illinois de la Western Illinois University.

### Carrière professionnelle
Il fut drafté en 1994 à la 145e place (cinquième tour) par les Chargers de San Diego avec lesquels il jouera jusqu'en 2002, date de son transfert aux Patriots de la Nouvelle-Angleterre où il restera jusqu'en 2008.
Il remporta deux Super Bowl avec les Patriots : le XXXVIII et le XXXIX, tout en ayant un impact important sur la défense de l'équipe avec son statut de vétéran.
Il détient le nombre record de sacks avec 30,5 pour un defensive back. Il est aussi un des rares joueurs à avoir fait plus de 20 interceptions et 20 sacks dans sa carrière et le seul à faire plus de 30 interceptions et 30 sacks dans sa carrière.
Il eut une suspension notable pour usage d'hormone de croissance.